# Haley Cope
Haley Cope (Chico (Californië), 11 april 1979) is een voormalige Amerikaanse zwemster. Ze vertegenwoordigde haar vaderland op de Olympische Zomerspelen 2004 in Athene, Griekenland.

## Carrière
Bij haar internationale debuut, op de wereldkampioenschappen zwemmen 2001 in Fukuoka, Japan, veroverde Cope de wereldtitel op de 50 meter rugslag, op de 50 meter vrije slag eindigde ze als zesde en op de 100 m rugslag strandde ze in de halve finales. Tijdens de wereldkampioenschappen kortebaanzwemmen 2002 in Moskou, Rusland sleepte de Amerikaans de gouden medaille in de wacht op de 100 meter rugslag en de zilveren medaille op de 50 meter rugslag, op de 50 meter vrije slag eindigde ze op de vierde plaats. Op de 4x100 meter wisselslag legde ze samen met Amanda Beard, Rachel Komisarz en Lindsay Benko beslag op de zilveren medaille, op de 4x100 meter vrije slag eindigde ze samen met Lindsay Benko, Colleen Lanne en Tammie Stone op de vierde plaats. Op de Pan Pacific kampioenschappen zwemmen 2002 in Yokohama veroverde Cope de bronzen medaille op de 100 meter rugslag, op de 50 meter vrije slag werd ze uitgeschakeld in de halve finales en op de 100 meter vrije slag in de series. In Barcelona, Spanje nam de Amerikaanse deel aan de wereldkampioenschappen zwemmen 2003, op dit toernooi eindigde ze als achtste op de 50 meter rugslag. Op de 50 meter vrije slag strandde ze in de halve finales en op de 100 meter rugslag in de series. In de series van de 4x100 meter wisselslag zwom ze samen met Tara Kirk, Mary DeScenza en Lindsay Benko, in de finale sleepte Benko samen met Natalie Coughlin, Amanda Beard en Jenny Thompson de zilveren medaille in de wacht. Voor haar inspanningen in de series werd Cope beloond met de zilveren medaille. Tijdens de Olympische Zomerspelen van 2004 in Athene eindigde Cope als achtste op de 100 meter rugslag, in de series van de 4x100 meter wisselslag vormde ze een team samen met Tara Kirk, Rachel Komisarz en Amanda Weir. In de finale legden Natalie Coughlin, Amanda Beard, Jenny Thompson en Kara Lynn Joyce beslag op de zilveren medaille, voor haar aandeel in de series ontving Cope eveneens een zilveren medaille. Op de wereldkampioenschappen kortebaanzwemmen 2004 in Indianapolis veroverde de Amerikaanse de wereldtitels op de 50 en de 100 meter rugslag, op de 4x100 meter wisselslag sleepte ze samen met Tara Kirk, Jenny Thompson en Kara Lynn Joyce de zilveren medaille in de wacht. Na dit toernooi beëindigde Cope haar zwemcarrière.

## Internationale toernooien
| Jaar | Olympische Spelen                                                    | WK langebaan                                                                                                  | WK kortebaan                                                                                   | PanPacs                                                     |
| ---- | -------------------------------------------------------------------- | --- | ---------------------------------------------------------------------------------------------- | ----------------------------------------------------------- |
| 2001 |                                                                      | 50 m rugslag · 6e 50 m vrije slag · 11e 100 m rugslag                                                         |                                                                                                |                                                             |
| 2002 |                                                                      | | 100 m rugslag · 50 m rugslag · 4e 50 m vrije slag · 4x100 m wisselslag · 4e 4x100 m vrije slag | 100 m rugslag · HF 50 m vrije slag · serie 100 m vrije slag |
| 2003 |                                                                      | 8e 50 m rugslag · 13e 50 m vrije slag · 25e 100 m rugslag · 4x100 m wisselslag · Cope zwom enkel in de series |                                                                                                |                                                             |
| 2004 | 8e 100 m rugslag · 4x100 m wisselslag · Cope zwom enkel in de series | | 50 m rugslag · 100 m rugslag · 4x100 m wisselslag                                              |                                                             |

## Persoonlijke records

### Kortebaan
| Afstand        | Tijd  | Datum           | Plaats       |
| -------------- | ----- | --------------- | ------------ |
| 50m vrije slag | 24,70 | 7 april 2002    | Moskou       |
| 50m rugslag    | 27,14 | 10 oktober 2004 | Indianapolis |
| 100m rugslag   | 59,03 | 8 oktober 2004  | Indianapolis |

### Langebaan
| Afstand        | Tijd    | Datum            | Plaats  |
| -------------- | ------- | ---------------- | ------- |
| 50m vrije slag | 25,25   | 29 juli 2001     | Fukuoka |
| 50m rugslag    | 28,51   | 23 juli 2001     | Fukuoka |
| 100m rugslag   | 1.01,13 | 15 augustus 2004 | Athene  |